# 2004 في فرنسا
فيما يلي قوائم الأحداث التي وقعت خلال عام 2004 في فرنسا.

## سياسة

### تعيين في المنصب
- 1 يناير – كوينتن تارانتينو رئيس لجنة التحكيم في مهرجان كان السينمائي.
- 28 مارس – نجاة فالو بلقاسم عضو مجلس جهوي.
- 29 مارس – إدوار فيليب عضو مجلس جهوي.
- 30 مارس – سيغولين رويال President of the Regional Council ‏.
- 31 مارس – دومينيك دو فيلبان وزير الداخلية.
- 31 مارس – فرنسوا فيون Minister of National Education  [لغات أخرى]‏،عضو مجلس الشيوخ الفرنسي.
- 31 مارس – نيكولا ساركوزي وزير الاقتصاد والمالية والصناعة  [لغات أخرى]‏،رئيس المجلس الإداري ‏.
- 5 يوليو – لوران فوكييه نائب فرنسي.
- 26 سبتمبر – جان لوك ميلونشون عضو مجلس الشيوخ الفرنسي.
- 22 نوفمبر – فتح الله السجلماسي سفير المغرب لدى فرنسا.

### انتهاء فترة المنصب
- 1 يناير – كوينتن تارانتينو رئيس لجنة التحكيم في مهرجان كان السينمائي.
- 31 مارس – دومينيك دو فيلبان وزير الشؤون الخارجية  [لغات أخرى]‏.
- 31 مارس – فرنسوا فيون وزارة العمل،عضو مجلس الشيوخ الفرنسي.
- 31 مارس – نيكولا ساركوزي وزير الداخلية،وزير الاقتصاد والمالية والصناعة  [لغات أخرى]‏.
- 2 أبريل – جان لوك ميلونشون عضو المجلس العام  [لغات أخرى]‏.
- 20 يوليو – فيليب دو فيلييه نائب فرنسي.
- 30 سبتمبر – ألان جوبيه نائب فرنسي،عمدة مدينة بوردو.

## رياضة
- 1 يناير – دورة فرنسا المفتوحة 2004
- 1 يناير – سباق باريس روبيه 2004

## ظهور
- 1 يناير – فياديو

## أفلام
من الأفلام التي صدرت هذه السنة في فرنسا:
- 1 يناير – 5×2 من إخراج فرانسوا أوزون.
- 1 يناير – أبونا من إخراج محمد الصالح هارون.
- 1 يناير – البحر بداخله من إخراج أليخاندرو آمينابار.
- 1 يناير – الجوقة من إخراج كريستوفر باراتير.
- 1 يناير – الرحلة الكبرى من إخراج إسماعيل فروخي.
- 1 يناير – السلاحف تستطيع الطيران من إخراج باهمان غوبادي.
- 1 يناير – الطبيعة البشرية من إخراج ميشيل جوندري.
- 1 يناير – العروس السورية من إخراج عيران ريكليس.
- 1 يناير – المجند من إخراج كلشاد عمروفا [الإنجليزية]‏.
- 1 يناير – إسكندرية - نيويورك من إخراج يوسف شاهين.
- 1 يناير – باب الشمس-الرحيل والعودة من إخراج يسري نصر الله.
- 1 يناير – تينجا من إخراج حسن لكزولي.
- 1 يناير – حالمون من إخراج برناردو برتولوتشي.
- 1 يناير – ريزدنت إيفل: آبوكاليبس من إخراج ألكسندر ويت.
- 1 يناير – شقيقان من إخراج جان جاك أنو.
- 1 يناير – شون أوف ذا ديد من إخراج إدغار رايت.
- 1 يناير – غاضب الأخوات من إخراج Alexandra Leclère [الإنجليزية]‏.
- 1 يناير – في الداخل أنا أرقص من إخراج داميان أودونيل.
- 1 يناير – لاتخاذ زوجة من إخراج رونيت القبص، شلومي القبص [الإنجليزية]‏.
- 1 يناير – مثل صورة من إخراج آجنس جاوي.
- 1 يناير – معارك حب من إخراج دانيال عربيد.
- 1 يناير – نحن العراقيون من إخراج عباس فاضل.
- 19 مايو – يوميات دراجة النارية من إخراج والتر سالس.
- 17 سبتمبر – السيد إبراهيم من إخراج فرانسوا دوبيرون.
- 8 نوفمبر – بريجيت جونز: على حافة المنطق من إخراج Beeban Kidron [الإنجليزية]‏.
- 16 نوفمبر – الإسكندر من إخراج أوليفر ستون.
- 16 ديسمبر – ليموني سنيكتس: سلسلة من الأحداث المأساوية من إخراج براد سيلبرلنج.
- 22 ديسمبر – جسر سان لويس راي من إخراج Mary McGuckian [الإنجليزية]‏.

## برامج ومسلسلات وأنمي
- الفتيات الخارقات

## موسيقى

### ألبومات
من الألبومات التي صدرت هذه السنة في فرنسا:
- 25 مايو – أندر ماي سكين من غناء آفريل لافين.

## وفيات

### يناير
- 3 يناير – بيير فلاميون (مواليد 1924) لاعب كرة قدم فرنسي.

### فبراير
- 25 فبراير – جاك جيورجيس (مواليد 1916)

### مارس
- 15 مارس – فيليب لومير (مواليد 1927)

### مايو
- 23 مايو – مكسيم رودنسون (مواليد 1915) مؤرخ فرنسي.

### أغسطس
- 3 أغسطس – هنري كارتييه بريسون (مواليد 1908) مصور فرنسي.

### سبتمبر
- 1 سبتمبر – آن دي تورفيل (مواليد 1910) كاتبة فرنسية.
- 24 سبتمبر – فرانسواز ساغان (مواليد 1935) كاتبة فرنسية.

### أكتوبر
- 3 أكتوبر – جاك بنفنيست (مواليد 1935)
- 7 أكتوبر – أوسكار هيسيرير (مواليد 1914) لاعب كرة قدم فرنسي.

### نوفمبر
- 14 نوفمبر – ميشال كولومبيي (مواليد 1939) ملحن فرنسي.
- 16 نوفمبر – إيف برجر (مواليد 1931) كاتب فرنسي.

### ديسمبر
- 31 ديسمبر – جيرارد ديبرو (مواليد 1921)